# Litigorgia eximia
Litigorgia eximia är en korallart som beskrevs av Addison Emery Verrill 1868. Litigorgia eximia ingår i släktet Litigorgia och familjen Gorgoniidae. Inga underarter finns listade i Catalogue of Life.